# Stanley Clarke
Stanley Clarke (Filadelfia, 30 de junio de 1951) es un bajista y contrabajista estadounidense cuya producción, casi siempre vinculada al jazz, abarca estilos como el funk, la fusión y el post-bop.

## Biografía
Clarke nació en Filadelfia (Pensilvania)
Tocó el acordeón, el chelo y el violín en su infancia. Trabajó en bandas de rythm and blues y de rock durante la adolescencia, pero tras marchar a Nueva York, tocó con el saxofonista de la vanguardia Pharoah Sanders a comienzos de los setenta. Otros acompañantes fueron Gil Evans, Mel Lewis, Horace Silver, Stan Getz, Dexter Gordon y Art Blakey; todos quedaron impresionados por su talento.
Sin embargo, Clarke comenzó su carrera de éxito al unirse a Chick Corea en su grupo Return to Forever. Cuando esta banda se definió como un cuarteto de fusión orientado hacia el Jazz Rock, Clarke trabajó sobre todo el bajo eléctrico y se convirtió en una fuerza influyente, precediendo a Jaco Pastorius en ese movimiento musical de los años 1970.
Pero comenzando con su álbum School Days (1976) y continuando con su grupo de funk con George Duke (The Clarke/Duke Project), hasta sus proyectos como compositor de bandas sonoras, Stanley Clarke se ha movido continuamente más allá del mundo del jazz, dentro del ámbito de la música comercial, teniendo como ejemplo su participación en Tug Of War, de Paul McCartney, Animal Logic, al lado del exbaterista de The Police, Stewart Copeland. Su álbum de 1988 If This Bass Could Only Talk y su colaboración acústica de 1995 con Jean Luc Ponty y Al Di Meola The Rite of Strings, son dos de sus pocas grabaciones de jazz desde los setenta.
En 1999 junto a otro exintegrante de Return to Forever, el baterista Lenny White, formaron la banda Vertú, invitando a prestigiosos músicos de la talla del guitarrista Richie Kotzen, la tecladista Rachel Z y la multifacética violinista Karen Briggs. Este efímero grupo de Jazz Fusión fue el más cercano exponente a la esencia musical de Return to Forever desde su disolución.
En 2007 ha presentado "Thunder" junto con otros dos bajistas: Marcus Miller y Victor Wooten. Los tres iniciaron en 2008 una gira que comenzó en EE. UU. y finalizó el 31 de octubre en Almería (España).

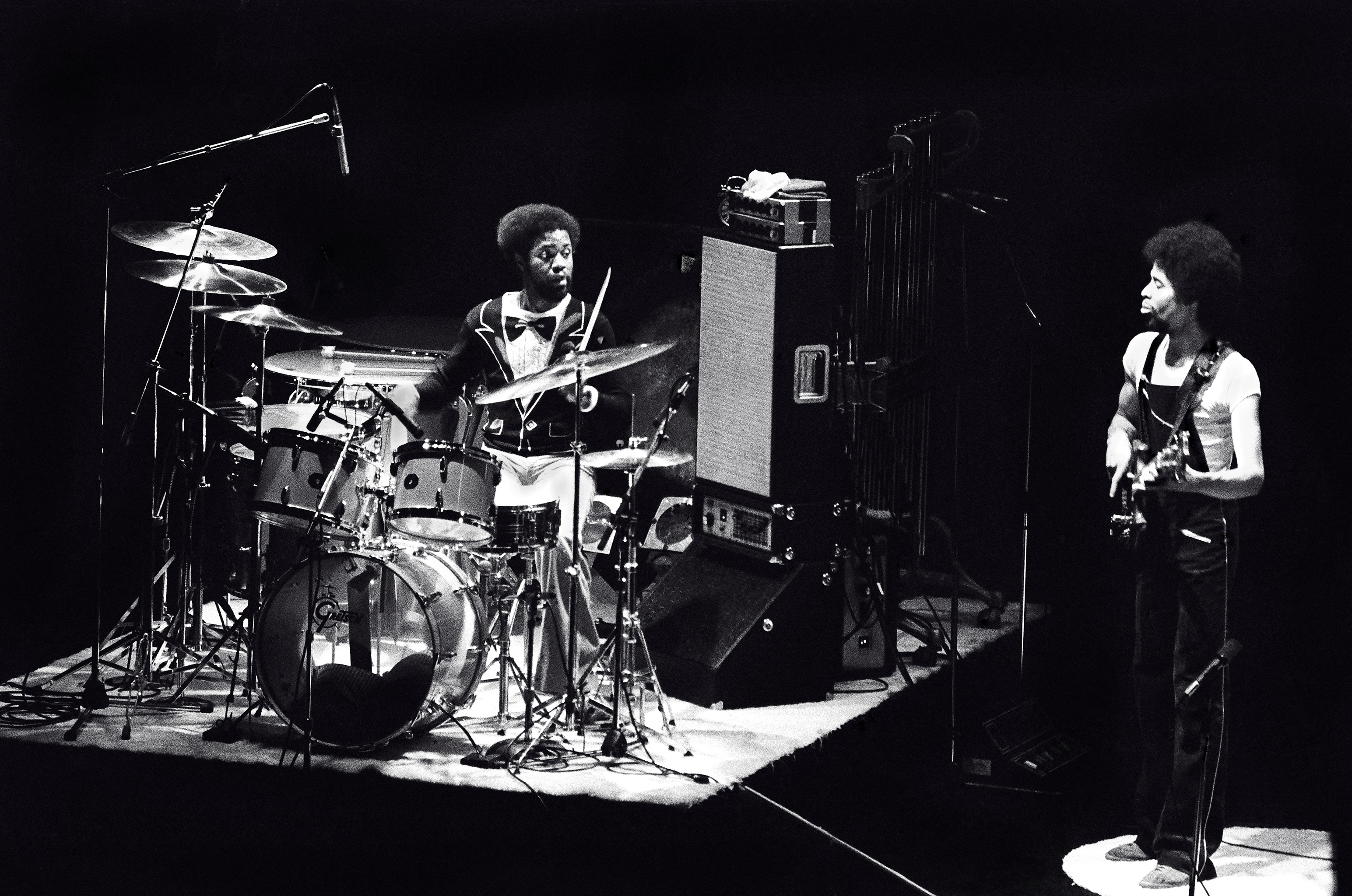
Con Lenny White en 1976. Rochester. Archivo: Tom Marcello.

## Discografía
- Stanley Clarke (Nemperor) (1974)
- Journey to Love (Nemperor) (1975)
- School Days (Nemperor) (1976)
- Modern Man (Nemperor) (1978)
- I Wanna Play for You (Nemperor) (1979)
- Fuse One (IMS) (1980)
- Rocks, Pebbles and Sand (Epic) (1980)
- The Clarke/Duke Project, Vol. 1 (Epic) (1981)
- Let Me Know You (Epic) (1982)
- The Clarke/Duke Project, Vol. 2 (Epic) (1983)
- Time Exposure (Epic) (1984)
- Find Out! (Epic) (1985)
- Hideaway (Epic) (1986)
- Project (CBS) (1988)
- If This Bass Could Only Talk (Portrait) (1988)
- 3 (Epic) (1989)
- Live 1976-1977 (Epic) (1991)
- Passenger 57 (Epic) (1992)
- East River Drive (Epic) (1993)
- Live at the Greek (Epic) (1993)
- Live at Montreux (Jazz Door) (1994)
- The Rite of Strings (Gai Saber) (1995)
- At the Movies (Epic Soundtrax) (1995)
- The Bass-ic Collection (Sony) (1997)
- 1,2,To The Bass (Sony) (2003)
- The Toys of Men (Heads Up) (2007)

## Filmografía (Selección)
- Boyz n the Hood (1991)
- Passenger 57 (1992)
- Higher Learning (1995)
- Panther (1995)
- Dangerous Ground (1997)
- The Transporter (2002)
- La barbería 3 (2016)